# Буштинська селищна територіальна громада
Буштинська селищна громада — територіальна громада в Україні, у Тячівському районі Закарпатській області. Адміністративний центр — селище Буштино.
Площа громади —  км², населення —  мешканців (2020).
Утворена 12 червня 2020 року шляхом об'єднання Буштинської селищної, Вонігівської, Дулівської, Новобарівської, Кричівської, Чумалівської і Тереблянської сільських рад Тячівського району.

## Населені пункти
До складу громади входять 9 населених пунктів — 1 селище (Буштино) і 8 сіл:
- с. Вонігове
- с. Дулово
- с. Кричово
- с. Новобарово
- с. Рівне
- с. Росош
- с. Теребля
- с. Чумальово